# Gare de Rethel
Gare de Rethel vasútállomás Franciaországban, Rethel településen.

## Vasútvonalak
Az állomást az alábbi vasútvonalak érintik:
- Soissons-Givet-vasútvonal

## Kapcsolódó állomások
A vasútállomáshoz az alábbi állomások vannak a legközelebb:
- Gare de Reims
- Gare de Charleville-Mézières
- Gare d’Amagne - Lucquy
- Gare de Bazancourt